# 1723 în literatură
Anul 1723 în literatură a implicat o serie de evenimente și cărți noi semnificative.  